# Saint-Girons-en-Béarn
 Saint-Girons-en-Béarn  es una población y comuna francesa, en la región de Aquitania, departamento de Pirineos Atlánticos, en el distrito de Pau y cantón de Orthez.

## Demografía
| 166 | 153 | 155 | 164 | 151 | 132 |
| Para los censos de 1962 a 1999 la población legal corresponde a la población sin duplicidades (Fuente: INSEE [Consultar]) |     |     |     |     |     |